# Jean-Claude Lorquet
Pour les articles homonymes, voir Lorquet.
Jean-Claude Lorquet (né le 19 septembre 1935 à Liège en Belgique) est professeur de chimie théorique à l'Université de Liège. Il est membre de l'académie internationale des sciences moléculaires quantiques et auteur de plus de 150 articles scientifiques. 
Plusieurs de ses étudiants sont aussi connus pour leurs travaux sur la chimie quantique et la réactivité : Michèle Desouter-Lecomte, Bernard Leyh, Françoise Remacle.

## Contributions importantes
- Théorie des spectres de masse
- Étude des chemins de réaction et des mécanismes de dissociation d'ions moléculaires électroniquement excités
- Interactions non-adiabatiques
- Croisements évités et intersections coniques
- Probabilités de transition entre deux surfaces d'énergie potentielle couplées
- Calculs statistiques des constantes de vitesse des réactions non-adiabatiques
- Validité des théories statistiques des réactions unimoléculaires non-soumises à des collisions
- Étude de l'énergie de relaxation vibrationnelle intramoléculaire, de l'échantillonnage de l'espace des phases et des lois unimoléculaires de désexcitation via les fonctions d'autocorrélation
- Effets quantiques dans les réactions unimoléculaires compétitives